# Playa Mansa (Maldonado)
La playa Mansa es una playa situada en las ciudades de Maldonado y Punta del Este, Maldonado, Uruguay. Se ubica en la costa del Río de la Plata, entre la playa de Pinares y la de los Ingleses, en el lado oeste de la península. Sobre la playa Mansa se encuentra la Rambla Claudio Wiliman. 
La playa Mansa suele tener olas de pequeña altura y baja frecuencia, por lo que es preferida por familias con niños y personas mayores.
Las características son: en la Parada 1, tiene arena fina, con bloques, el oleaje calmo, poca profundidad y pendiente; en la Parada 3 está el muelle del Club de Pesca y en la Parada 7, tiene arena fina a media, mar de viento, profundidad gradual. En verano cuenta con guardavidas.
Entre los variados hoteles de la zona con vista a la playa Mansa se destaca el moderno cinco estrellas hotel Enjoy Puntal del Este.
En 2016 se recrea en la playa Mansa los 500 años del desembarco del navegante Juan Díaz de Solís, ocurrido el 2 de febrero de 1516.
Geográficamente, el balneario se encuentra dentro del Río de la Plata, según el Tratado del Río de la Plata, que establece la línea divisora en la península de Punta del Este. Igualmente, estamos hablando de un río con altas influencias marinas en gran parte de su cuenca,  por lo que esta playa está prácticamente bañada por aguas del océano Atlántico, que extiende su marea incluso hasta balnearios como Piriápolis, ya más internalizado en el Río de la Plata, produciendo colores verdosos y aguas claras muy agradables para el baño. 
La ubicación de la isla Gorriti y la presencia de la península, "detiene" de alguna forma la marea oceánica y las corrientes, haciendo que las aguas lleguen a la costa con poca presencia de olas, salvo días de tormenta o vientos intensos. De esta manera, el oleaje típico de mar abierto, es posible contemplarlo en balnearios pertenecientes a La Brava, ya ubicada plenamente en la costa oceánica. 

## Galería

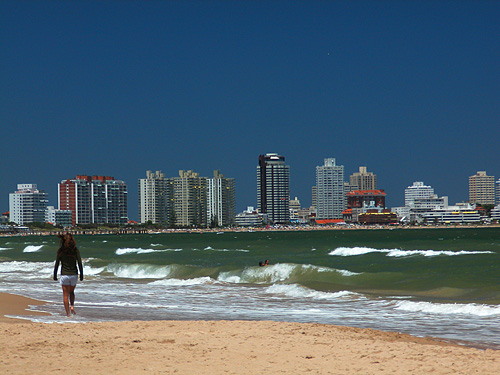
Playa Mansa en 2003.
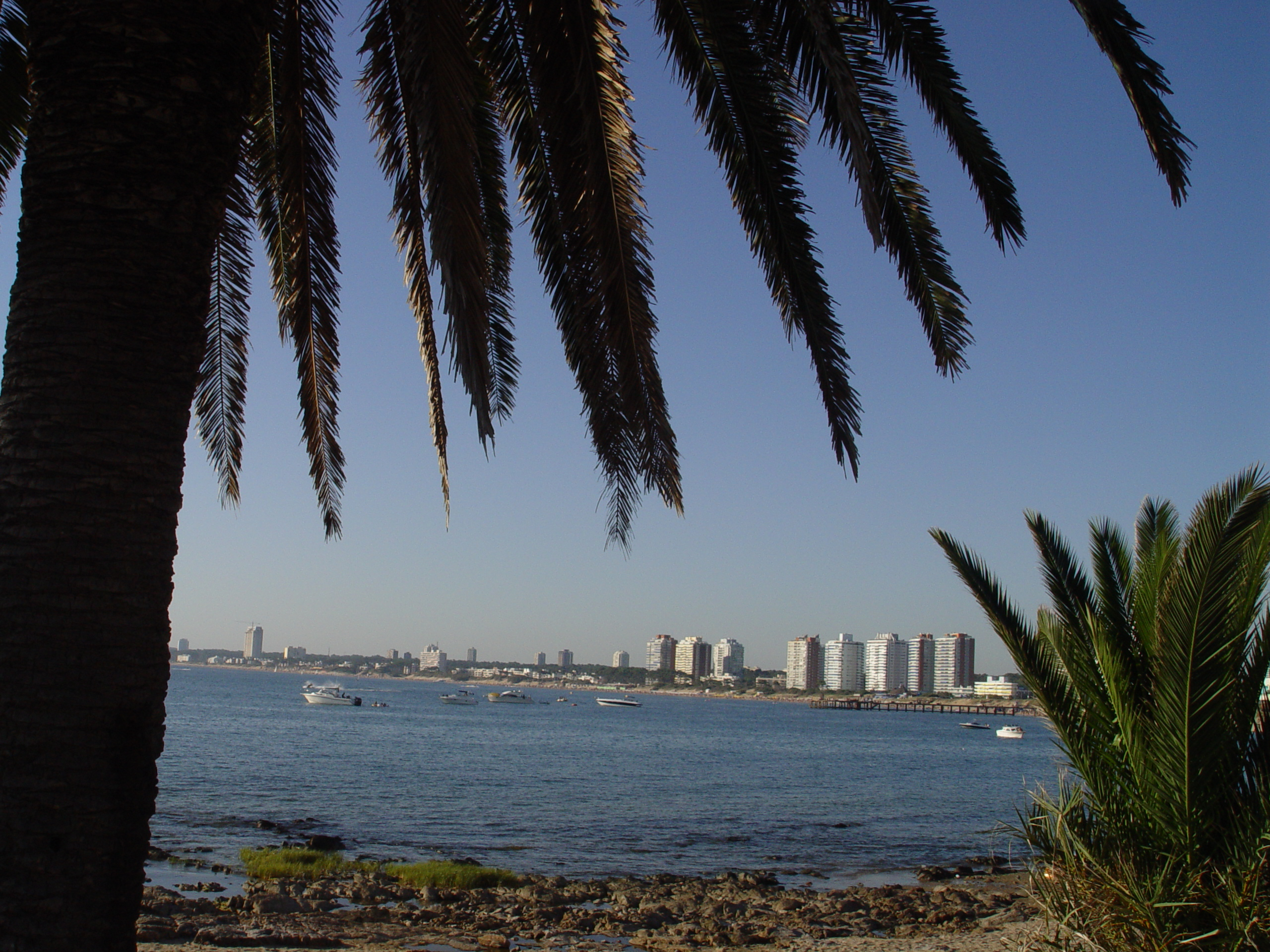
Playa Mansa en 2007.
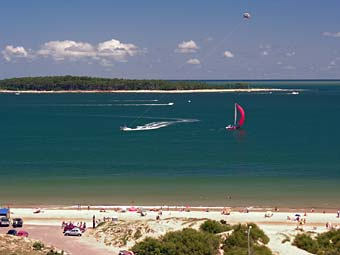
Playa Mansa e isla Gorriti. en 2007.
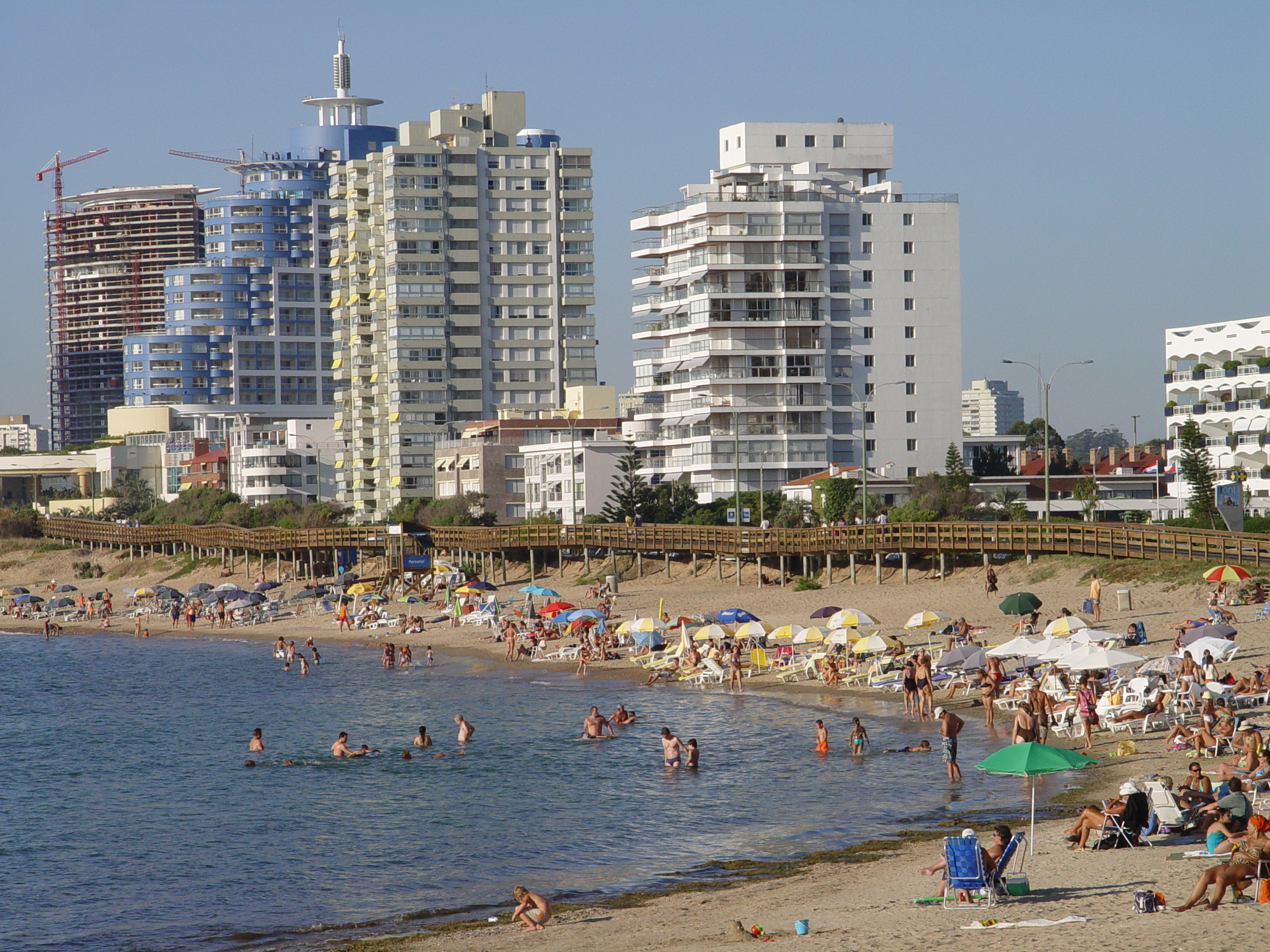
Playa Mansa y Hotel Enjoy Punta del Este en 2007.